# Moravița

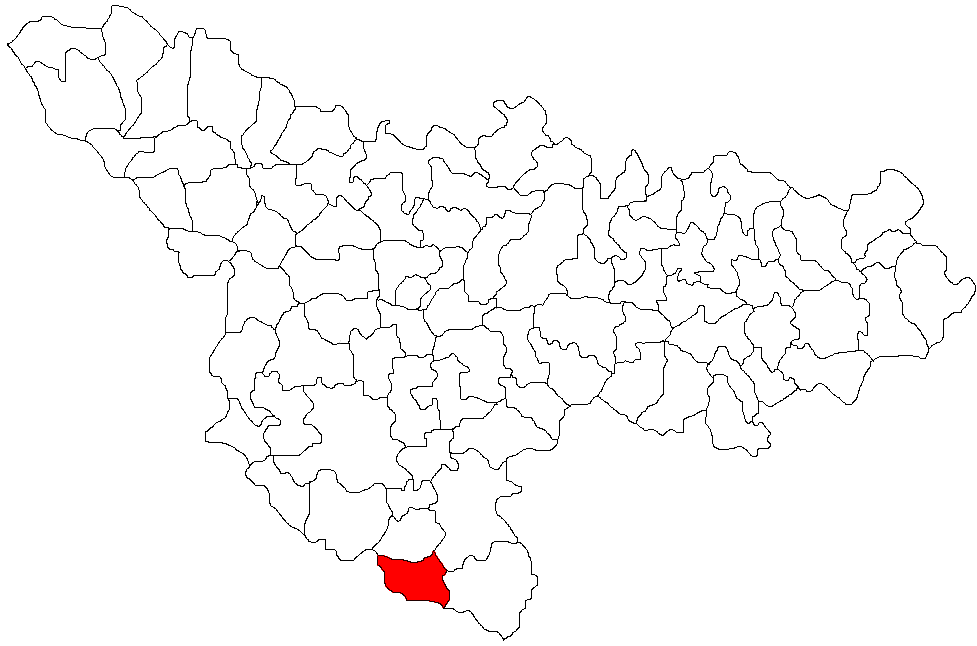
Lage der Gemeinde Moraviţa im Kreis Timiș

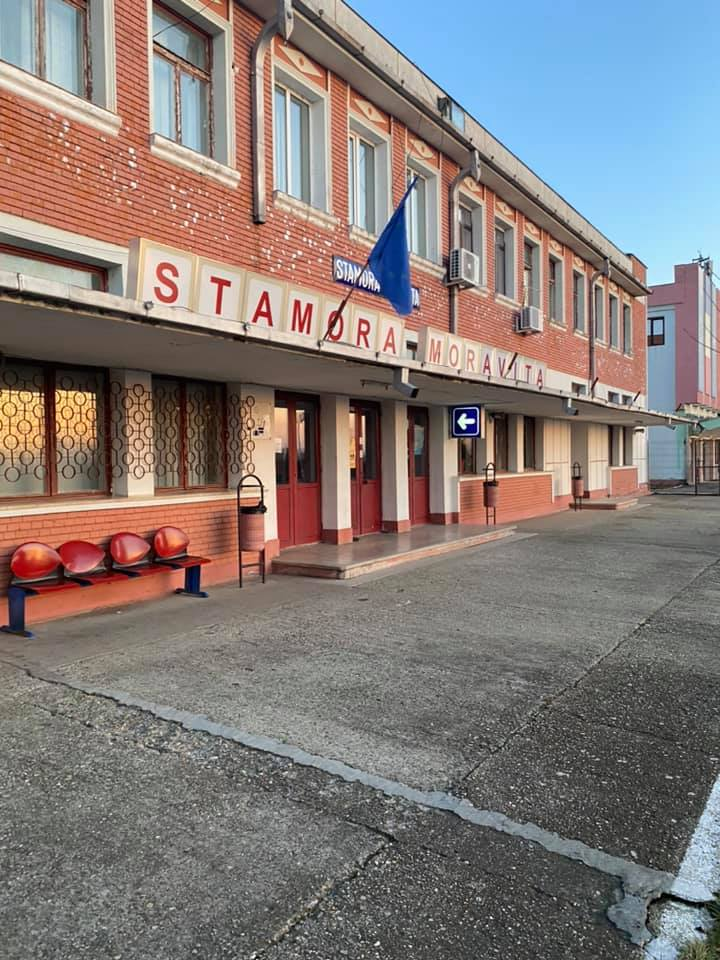
Stamora Moravita Bahnhof

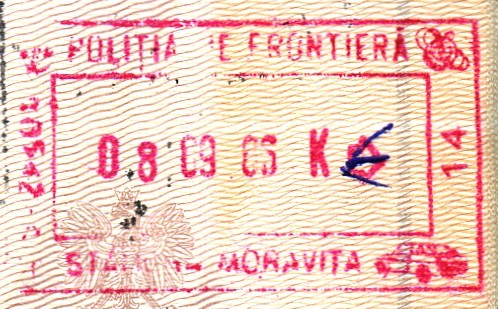
Passstempel vom Grenzübergang Stamora Moravița

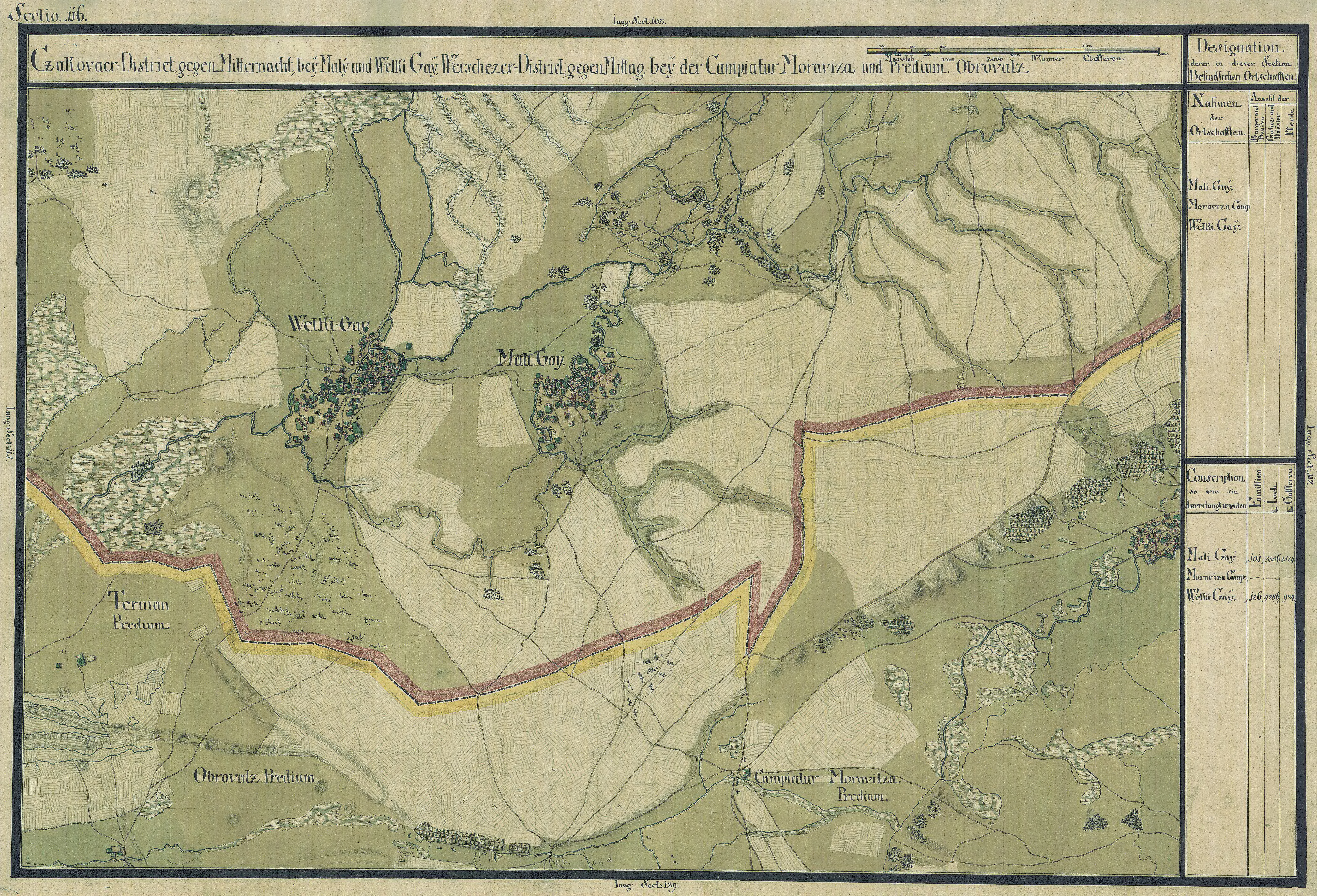
Morawitz auf der Landkarte der Josephinischen Landaufnahme

Moravița (deutsch Morawitz, ungarisch Temesmóra oder Moravicza) ist eine Gemeinde im Kreis Timiș in der Region Banat, im Südwesten Rumäniens, dicht an der Grenze zu Serbien. Es ist die letzte Ortschaft auf rumänischer Seite vor dem Grenzübergang Stamora Moravița. Zur Gemeinde Moravița gehören auch die Dörfer Dejan, Gaiu Mic und Stamora Germană.

## Geografische Lage
Moravița liegt in 70 Kilometer Entfernung von Timișoara am Drum național 59 und an der Europastraße 70 sowie an der Bahnstrecke Timișoara–Belgrad. Der Bahnhof, der sich außerhalb der Ortschaft befindet, trägt wie der Grenzübergang den Namen Stamora Moravița.

## Nachbarorte
| Gaiu Mic  | Stamora Germană                             | Dejan           |
| Plandište | Kompassrose, die auf Nachbargemeinden zeigt | Jamu Mare       |
| Margita   | Vatin                                       | Veliko Središte |

## Etymologie
Eine Siedlung namens Mora, auch Mura wurde im Jahre 1332 erstmals urkundlich erwähnt. Zur Zeit der Josephinischen Landaufnahme (1717) standen in Morava 30 Häuser, in denen Rumänen und Serben lebten. Der Bach Moravica, der am Dorfrand vorbeifließt (Mora heißt auf Serbisch Wasser) ist namensgebend für den Ortsnamen.

## Geschichte
Der von Rumänen und Serben bewohnte Ort wurde 1775 von dem damaligen Präsidenten der Banater Landesadministration Josef Brigido Freiherr von Bresowitz mit Deutschen aus dem Saarland, aus Trier, Lothringen und Schwaben, besiedelt. Morawitz war eine kamerale Ansiedlung. 1790 siedelten die Rumänen ins nahe gelegene Radovantz (heute Dejan) um. Morawitz wurde 1839 zum Markt erhoben. In dieser Zeit erhielt der Ort auch eine Militärgarnison, in der ein Ulanen-Eskadron stationierte.
Am 4. Juni 1920 wurde das Banat infolge des Vertrags von Trianon dreigeteilt. Der größte, östliche Teil, zu dem auch Morawitza gehörte, fiel an Rumänien.
Infolge des Waffen-SS Abkommens vom 12. Mai 1943 zwischen der Antonescu-Regierung und Hitler-Deutschland wurden alle deutschstämmigen wehrpflichtigen Männer in die deutsche Armee eingezogen. Noch vor Kriegsende, im Januar 1945, fand die Deportation aller volksdeutschen Frauen zwischen 18 und 30 Jahren und Männer im Alter von 16 bis 45 Jahren zur Aufbauarbeit in die Sowjetunion statt. Das Bodenreformgesetz vom 23. März 1945, das die Enteignung der deutschen Bauern in Rumänien vorsah, entzog der ländlichen Bevölkerung die Lebensgrundlage.
Da die Bevölkerung entlang der rumänisch-jugoslawischen Grenze von der rumänischen Staatsführung nach dem Zerwürfnis Stalins mit Tito und dessen Ausschluss aus dem Kominform-Bündnis als Sicherheitsrisiko eingestuft wurde, erfolgte am 18. Juni 1951 die Deportation „von politisch unzuverlässlichen Elementen“ in die Bărăgan-Steppe unabhängig von der ethnischen Zugehörigkeit. Die rumänische Führung bezweckte zugleich den einsetzenden Widerstand gegen die bevorstehende Kollektivierung der Landwirtschaft zu brechen. Als die Bărăganverschleppten 1956 heimkehrten, erhielten sie die 1945 enteigneten Häuser und Höfe zurückerstattet. Der Feldbesitz wurde jedoch kollektiviert.

## Demografie
| 1880 | 4000 | 563  | 408 | 2752 | 277 |
| 1910 | 4759 | 745  | 742 | 2970 | 302 |
| 1930 | 4374 | 821  | 563 | 2707 | 283 |
| 1977 | 2874 | 1592 | 314 | 794  | 174 |
| 2002 | 2393 | 2086 | 122 | 52   | 133 |
| 2011 | 2289 | 1905 | 106 | 40   | 238 |
| 2021 | 1990 | 1658 | 10  | 11   | 311 |